# 沃多斯拉夫卡
46°17′30″N 34°35′10″E / 46.29167°N 34.58611°E
沃多斯拉夫卡（烏克蘭語：Водославка）是位於烏克蘭南部的村莊，由赫爾松州海尼切斯克區的新特羅伊齊克市鎮負責管轄。該村面積23.7平方公里，海拔高度22米，2001年人口195，人口密度每平方公里8.2人。